# No Control
No Control — четвертий студійний альбом американського панк-рок гурту Bad Religion. Виданий 2 листопада 1989 року лейблом Epitaph Records. Загальна тривалість композицій становить 26:25. Альбом відносять до напрямку панк-рок. Загальний наклад склав 60 000 примірників.

## Список пісень
| Сторона А | Сторона А                     | Сторона А | Сторона А  |
| #         | Назва                         | Автор     | Тривалість |
| --------- | ----------------------------- | --------- | ---------- |
| 1.        | «Change of Ideas»             | Граффін   | 0:55       |
| 2.        | «Big Bang»                    | Гуревич   | 1:42       |
| 3.        | «No Control»                  | Граффін   | 1:46       |
| 4.        | «Sometimes I Feel Like»       | Гуревич   | 1:34       |
| 5.        | «Automatic Man»               | Гуревич   | 1:40       |
| 6.        | «I Want to Conquer the World» | Гуревич   | 2:19       |
| 7.        | «Sanity»                      | Гуревич   | 2:44       |

| Сторона В | Сторона В                       | Сторона В | Сторона В  |
| #         | Назва                           | Автор     | Тривалість |
| --------- | ------------------------------- | --------- | ---------- |
| 8.        | «Henchman»                      | Граффін   | 1:07       |
| 9.        | «It Must Look Pretty Appealing» | Граффін   | 1:23       |
| 10.       | «You»                           | Гуревич   | 2:05       |
| 11.       | «Progress»                      | Граффін   | 2:14       |
| 12.       | «I Want Something More»         | Гуревич   | 0:47       |
| 13.       | «Anxiety»                       | Граффін   | 2:08       |
| 14.       | «Billy»                         | Гуревич   | 1:54       |
| 15.       | «The World Won't Stop»          | Граффін   | 1:57       |

## Учасники запису
- Грег Граффін — вокал
- Грег Гетсон — гітара
- Бретт Гуревич — гітара, бек-вокал
- Джей Бентлі — бас-гітара, бек-вокал
- Піт Файнстоун — ударні, перкусія
- Eddie Schreyer — мастерінг
- Norman Moore — артдиректор
- Pierre Deauville — артдиректор